# Веуч (приток Лиди)
Ве́уч — река в России, протекает по Бокситогорскому району Ленинградской области. Устье реки находится в 63 км по правому берегу реки Лидь. Длина реки составляет 30 км, площадь водосборного бассейна — 165 км².
Берёт начало в болотистой местности на западе Лидского сельского поселения Бокситогорского района Ленинградской области, протекает на юго-восток поселения и впадает в реку Лидь в 4 км севернее посёлка Заборье. По всей длине река имеет неширокое русло, около 10—15 м, местами запружена бобровыми плотинами. Населённых пунктов на берегах и крупных притоков нет.

## Данные водного реестра
По данным государственного водного реестра России относится к Верхневолжскому бассейновому округу, водохозяйственный участок реки — Молога от истока и до устья, речной подбассейн реки — Реки бассейна Рыбинского водохранилища. Речной бассейн реки — (Верхняя) Волга до Куйбышевского водохранилища (без бассейна Оки).
Код объекта в государственном водном реестре — 08010200112110000006931.